# Salto de esqui nos Jogos Olímpicos de Inverno de 1968
As competições de salto de esqui nos Jogos Olímpicos de Inverno de 1968 foram disputadas nos dias 11 e 18 de fevereiro em Grenoble, na França. A modalidade teve disputas em dois eventos: saltos em pista curta (K90) e pista longa (K120).

## Medalhistas
| Evento                           | Ouro                                  | Prata                         | Bronze                    |
| -------------------------------- | ------------------------------------- | ----------------------------- | ------------------------- |
| Pista normal individual detalhes | Jiří Raška TCH Checoslováquia         | Reinhold Bachler AUT Áustria  | Baldur Preiml AUT Áustria |
| Pista longa individual detalhes  | Vladimir Belussov URS União Soviética | Jiří Raška TCH Checoslováquia | Lars Grini NOR Noruega    |

## Quadro de medalhas
| Ordem | País                | Medalha de ouro | Medalha de prata | Medalha de bronze |   |
| ----- | ------------------- | --------------- | ---------------- | ----------------- | - |
| 1     | TCH Checoslováquia  | 1               | 1                |                   | 2 |
| 2     | URS União Soviética | 1               |                  |                   | 1 |
| 3     | AUT Áustria         |                 | 1                | 1                 | 2 |
| 4     | NOR Noruega         |                 |                  | 1                 | 1 |
| TOTAL | TOTAL               | 2               | 2                | 2                 | 6 |